# 10368 Kozuki
A 10368 Kozuki (ideiglenes jelöléssel 1995 CM1) a Naprendszer kisbolygóövében található aszteroida. Kobajasi Takao fedezte fel 1995. február 7-én.